# ببغاء بيونس ابيض التاج
ببغاء بيونس ابيض التاج (الاسم العلمي: Pionus senilis) (بالإنجليزية: White-crowned parrot)‏ أو (بالإنجليزية: white-crowned pionus)‏ ، هو نوع ينتمي إلى بستاكيداي (فصيلة: Psittacidae) .